# V8 Supercar Championship Series 2006
Artykuł dotyczy sezonu 2006 wyścigów V8 Supercar Championship Series. Rozpoczął się on 25 marca na torze Adelaide Street Circuit a zakończył 10 grudnia na torze Phillip Island. Składał się z trzynastu rund, z których dwie były pojedynczymi wyścigami długodystansowymi.
Tytuł mistrzowski zdobył Rick Kelly.

## Kalendarz
| Runda | Wyścig                                                                             | Zwycięzca                      |
| ----- | ---------------------------------------------------------------------------------- | ------------------------------ |
| 1     | Clipsal 500 23-26 marca, Adelaide Street Circuit                                   | Jamie Whincup                  |
| 2     | PlaceMakers V8 International 21-23 kwietnia, Pukekohe Park Raceway                 | Mark Skaife                    |
| 3     | The Perth V8 400 12-14 maja, Barbagallo Raceway                                    | Steven Richards                |
| 4     | Winton 2-4 czerwca, Winton Motor Raceway                                           | Craig Lowndes                  |
| 5     | Skycity V8 Supercar Triple Crown 30 czerwca-2 lipca, Hidden Valley Raceway         | Craig Lowndes                  |
| 6     | BigPond 400 21-23 lipca, Queensland Raceway                                        | Garth Tander                   |
| 7     | Oran Park 11-13 sierpnia, Oran Park Raceway                                        | Craig Lowndes                  |
| 8     | Betta Electrical 500 1-3 września, Sandown International Raceway                   | Mark Winterbottom Jason Bright |
| 9     | Supercheap Auto Bathurst 1000 5-8 października, Mount Panorama Circuit             | Craig Lowndes Jamie Whincup    |
| 10    | Gillette V8 Supercar Challenge 19-22 października, Surfers Paradise Street Circuit | Todd Kelly                     |
| 11    | Ferodo Tasmania Challenge 10-12 listopada, Symmons Plains Raceway                  | Garth Tander                   |
| 12    | Desert 400 23-25 listopada, Bahrain International Circuit                          | Jason Bright                   |
| 13    | Caterpillar Grand Finale 8-10 grudnia, Phillip Island Grand Prix Circuit           | Todd Kelly                     |

## Lista startowa
| Zespół                        | Samochód            | Nr  | Kierowcy                                                          | Drudzy kierowcy (w wyścigach długodystansowych) |
| ----------------------------- | ------------------- | --- | ----------------------------------------------------------------- | ----------------------------------------------- |
| Stone Brothers Racing         | Ford BA Falcon      | 1   | Russell Ingall                                                    | Luke Youlden                                    |
| Stone Brothers Racing         | Ford BA Falcon      | 4   | James Courtney                                                    | Glenn Seton                                     |
| Holden Racing Team            | Holden VZ Commodore | 2   | Mark Skaife                                                       | Garth Tander                                    |
| Holden Racing Team            | Holden VZ Commodore | 22  | Todd Kelly                                                        | Jim Richards Ryan Briscoe                       |
| Tasman Motorsport             | Holden VZ Commodore | 3   | Jason Richards                                                    | Mark Noske Owen Kelly                           |
| Tasman Motorsport             | Holden VZ Commodore | 23  | Andrew Jones                                                      | Mark Noske Owen Kelly                           |
| Ford Performance Racing       | Ford BA Falcon      | 5   | Mark Winterbottom                                                 | Matt Halliday Cameron McLean* David Brabham**   |
| Ford Performance Racing       | Ford BA Falcon      | 6   | Jason Bright                                                      | Matt Halliday Cameron McLean* David Brabham**   |
| Perkins Engineering           | Holden VZ Commodore | 7   | Steven Richards                                                   | Shane Price Jack Perkins                        |
| Perkins Engineering           | Holden VZ Commodore | 11  | Paul Dumbrell                                                     | Shane Price Jack Perkins                        |
| WPS Racing                    | Ford BA Falcon      | 8   | Max Wilson                                                        | David Besnard                                   |
| WPS Racing                    | Ford BA Falcon      | 10  | Jason Bargwanna                                                   | Craig Baird                                     |
| Brad Jones Racing             | Ford BA Falcon      | 12  | John Bowe                                                         | Dale Brede Mark Porter* Michael Caruso**        |
| Brad Jones Racing             | Ford BA Falcon      | 200 | John Bowe                                                         | Dale Brede Mark Porter* Michael Caruso**        |
| Brad Jones Racing             | Ford BA Falcon      | 14  | Brad Jones                                                        | Dale Brede Mark Porter* Michael Caruso**        |
| HSV Dealer Team               | Holden VZ Commodore | 15  | Rick Kelly                                                        | Todd Kelly Anthony Tratt Tony D’Alberto         |
| HSV Dealer Team               | Holden VZ Commodore | 16  | Garth Tander                                                      | Todd Kelly Anthony Tratt Tony D’Alberto         |
| Dick Johnson Racing           | Ford BA Falcon      | 17  | Steven Johnson                                                    | Alex Davison Grant Denyer                       |
| Dick Johnson Racing           | Ford BA Falcon      | 18  | Will Davison                                                      |                                                 |
| Paul Cruickshank Racing       | Ford BA Falcon      | 20  | Marcus Marshall                                                   | Jonathon Webb                                   |
| Paul Cruickshank Racing       | Ford BA Falcon      | 111 | Marcus Marshall                                                   | Jonathon Webb                                   |
| Team Kiwi Racing              | Holden VZ Commodore | 021 | Paul Radisich Craig Baird Chris Pither                            | Fabian Coulthard                                |
| A.N.T. Racing                 | Ford BA Falcon      | 021 | Tony Evangelou                                                    |                                                 |
| Britek Motorsport             | Ford BA Falcon      | 25  | Warren Luff                                                       | Adam Macrow                                     |
| Britek Motorsport             | Ford BA Falcon      | 26  | José Fernández Tony Ricciardello                                  |                                                 |
| MSport                        | Holden VZ Commodore | 26  | Mark Porter                                                       |                                                 |
| Garry Rogers Motorsport       | Holden VZ Commodore | 33  | Lee Holdsworth                                                    | Greg Ritter Phillip Scifleet* Cameron McLean**  |
| Garry Rogers Motorsport       | Holden VZ Commodore | 34  | Dean Canto                                                        | Greg Ritter Phillip Scifleet* Cameron McLean**  |
| Paul Morris Motorsport        | Holden VZ Commodore | 39  | Alan Gurr Fabian Coulthard Steven Ellery Shane Price Jack Perkins | Kayne Scott                                     |
| Paul Morris Motorsport        | Holden VZ Commodore | 67  | Paul Morris                                                       |                                                 |
| Paul Weel Racing              | Holden VZ Commodore | 50  | Cameron McConville                                                | Nathan Pretty Paul Weel                         |
| Paul Weel Racing              | Holden VZ Commodore | 51  | Greg Murphy                                                       | Nathan Pretty Paul Weel                         |
| Rod Nash Racing               | Holden VZ Commodore | 55  | Steve Owen                                                        | Tony Longhurst                                  |
| Triple Eight Race Engineering | Ford BA Falcon      | 88  | Jamie Whincup                                                     | Allan Simonsen Richard Lyons                    |
| Triple Eight Race Engineering | Ford BA Falcon      | 888 | Craig Lowndes                                                     | Allan Simonsen Richard Lyons                    |

* = Startował tylko w Sandown 500 (runda 8)

** = Startował tylko w Bathurst 1000 (runda 9)

## Wyniki i klasyfikacja
| Miejsce | Kierowca           | Nr      | Marka | ADE | PUK | BAR | WIN | HID | QLD | ORA | SAN | BAT | SUR | SYM | BAH | PHI | Kary | Suma punktów |
| ------- | ------------------ | ------- | ----- | --- | --- | --- | --- | --- | --- | --- | --- | --- | --- | --- | --- | --- | ---- | ------------ |
| 1       | Rick Kelly         | 15      |       | 305 | 234 | 224 | 266 | 282 | 286 | 284 | 310 | 310 | 294 | 290 | 207 | 240 | 0    | 3308 (3532)  |
| 2       | Craig Lowndes      | 888     |       | 160 | 268 | 282 | 302 | 304 | 288 | 314 | 300 | 320 | 223 | 187 | 273 | 210 | 0    | 3271 (3431)  |
| 3       | Mark Winterbottom  | 5       |       | 125 | 296 | 268 | 250 | 252 | 244 | 228 | 320 | NU  | 300 | 306 | 203 | 297 | 0    | 3089         |
| 4       | Garth Tander       | 16      |       | 270 | 232 | 274 | 266 | 282 | 318 | 136 | 70  | NU  | 257 | 311 | 293 | 256 | 0    | 2965         |
| 5       | Jason Bright       | 6       |       | 130 | 198 | 132 | 278 | 216 | 294 | 146 | 320 | NU  | 274 | 310 | 313 | 257 | 0    | 2868         |
| 6       | Todd Kelly         | 22      |       | 290 | 72  | 138 | 168 | 140 | 84  | 174 | 310 | 310 | 313 | 277 | 304 | 307 | 0    | 2815 (2887)  |
| 7       | Steven Richards    | 7       |       | 270 | 212 | 290 | 216 | 146 | 254 | 144 | 50  | 280 | 170 | 253 | 246 | 259 | 0    | 2740 (2790)  |
| 8       | Russell Ingall     | 1       |       | 250 | 290 | 250 | 172 | 240 | 272 | 188 | 60  | 290 | 259 | 217 | 184 | 96  | 0    | 2708 (2768)  |
| 9       | Steven Johnson     | 17      |       | 235 | 240 | 220 | 164 | 150 | 128 | 266 | 290 | NU  | 234 | 124 | 183 | 144 | 0    | 2378         |
| 10      | Jamie Whincup      | 88      |       | 310 | 164 | 202 | 190 | 180 | 212 | 166 | 300 | 320 | 120 | NU  | 167 | 190 | 0    | 2357 (2521)  |
| 11      | James Courtney     | 4       |       | NU  | 230 | 140 | 96  | 162 | 180 | 266 | 240 | 300 | 213 | 160 | 210 | 150 | 0    | 2347         |
| 12      | Paul Dumbrell      | 11      |       | 240 | 224 | 198 | 262 | 180 | 144 | 118 | 50  | 280 | 70  | 253 | 196 | 167 | 0    | 2332 (2382)  |
| 13      | Cameron McConville | 50      |       | 145 | 178 | 184 | 150 | 210 | 130 | 192 | 40  | NU  | 227 | 193 | 223 | 227 | 0    | 2099         |
| 14      | Jason Bargwanna    | 10      |       | 110 | 168 | 158 | 100 | 184 | 90  | 196 | 260 | 230 | 233 | 173 | 131 | 110 | 0    | 2053 (2143)  |
| 15      | Max Wilson         | 8       |       | 210 | 108 | 128 | 198 | 156 | 180 | 104 | 220 | 190 | 151 | 183 | 157 | 157 | 0    | 2038 (2142)  |
| 16      | Mark Skaife        | 2       |       | NU  | 312 | 286 | 264 | 246 | 136 | 104 | 70  | NU  | 67  | 57  | 231 | 263 | 0    | 2036         |
| 17      | Dean Canto         | 34      |       | 140 | 92  | 152 | 156 | 156 | 184 | 142 | 270 | 160 | 134 | 173 | 150 | 207 | 0    | 2024 (2116)  |
| 18      | Jason Richards     | 3       |       | 115 | 138 | 208 | 188 | 270 | 150 | 180 | 30  | NU  | 190 | 207 | 110 | 207 | 0    | 1993         |
| 19      | Will Davison       | 18      |       | 195 | 130 | 158 | 116 | 156 | 168 | 150 | 290 | NU  | 163 | 240 | NU  | 177 | 0    | 1943         |
| 20      | Lee Holdsworth     | 33      |       | 125 | 158 | 114 | 186 | 102 | 112 | 200 | 270 | 160 | 73  | 104 | 146 | 163 | 0    | 1811 (1913)  |
| 21      | Paul Morris        | 67      |       | 190 | 212 | 112 | 24  | 86  | 162 | 102 | 250 | 270 | 83  | 110 | 133 | 100 | 0    | 1810 (1834)  |
| 22      | Steve Owen         | 55      |       | NU  | 96  | 180 | 220 | 142 | 80  | 104 | 210 | 260 | 110 | 87  | 147 | 146 | 0    | 1782         |
| 23      | John Bowe          | 12, 200 |       | 165 | 64  | 80  | 136 | 140 | 108 | 140 | 280 | 220 | 117 | 140 | 117 | 100 | 0    | 1743 (1807)  |
| 24      | Greg Murphy        | 51      |       | 140 | 108 | 192 | 96  | 160 | 212 | 172 | 40  | NU  | 160 | NU  | 227 | 203 | 0    | 1710         |
| 25      | Brad Jones         | 14      |       | 65  | 104 | 82  | 132 | 84  | 134 | 164 | 280 | 220 | 166 | 60  | 90  | 96  | 0    | 1612 (1677)  |
| 26      | Andrew Jones       | 23      |       | 150 | 130 | 164 | 104 | 146 | 138 | 128 | 30  | NU  | 23  | 110 | 66  | 94  | 0    | 1283         |
| 27      | Warren Luff        | 25      |       | 165 | 86  | 78  | 98  | 90  | 94  | 104 | 100 | NU  | 30  | 113 | 143 | 137 | 0    | 1238         |
| 28      | Paul Radisich      | 021     |       | 155 | 124 | 134 | 120 | 172 | 224 | 106 | 200 | NU  |     |     |     |     | 0    | 1235         |
| 29      | Marcus Marshall    | 20, 111 |       | 45  | 80  | 48  | 68  | 90  | 56  | 134 | 80  | NU  | 150 | 96  | 100 | 93  | 0    | 1040         |
| 30      | José Fernández     | 26      |       | 100 |     |     | 74  |     | 50  | 94  | 110 | 170 | NU  |     | 60  | 50  | 0    | 658 (708)    |
| 31      | Steve Ellery       | 39, 67  |       |     |     |     |     | 60  | 74  |     | 250 | 270 |     |     |     |     | 0    | 594 (654)    |
| 32      | Fabian Coulthard   | 39, 021 |       |     | 86  |     | 84  |     |     | 108 | 200 | NU  |     |     |     |     | 0    | 478          |
| 33      | Alan Gurr          | 39      |       | 115 |     | 112 |     |     |     |     | 140 | NU  | 90  |     |     |     | 0    | 457          |
| 34      | Tony Ricciardello  | 26      |       |     |     | 28  |     | 48  |     |     | 110 | 170 |     | 70  |     |     | 0    | 398 (426)    |
| 35      | Glenn Seton        | 4       |       |     |     |     |     |     |     |     | 240 | 300 |     |     |     |     | 0    | 300 (540)    |
| 36      | Shane Price        | 11, 39  |       |     |     |     |     |     |     |     | 90  | NU  |     | 113 |     | 93  | 0    | 296          |
| 37      | Luke Youlden       | 1       |       |     |     |     |     |     |     |     | 60  | 290 |     |     |     |     | 0    | 290 (350)    |
| 38      | Craig Baird        | 10 021  |       |     |     |     |     |     |     |     | 260 | 230 |     | 27  |     |     | 0    | 287 (517)    |
| 39      | Tony Longhurst     | 55      |       |     |     |     |     |     |     |     | 210 | 260 |     |     |     |     | 0    | 260 (470)    |
| 40      | Nathan Pretty      | 50      |       |     |     |     |     |     |     |     | 230 | 250 |     |     |     |     | 0    | 250 (480)    |
| 40      | Paul Weel          | 50      |       |     |     |     |     |     |     |     | 230 | 250 |     |     |     |     | 0    | 250 (480)    |
| 42      | Alex Davison       | 18      |       |     |     |     |     |     |     |     | 190 | 240 |     |     |     |     | 0    | 240 (430)    |
| 42      | Grant Denyer       | 18      |       |     |     |     |     |     |     |     | 190 | 240 |     |     |     |     | 0    | 240 (430)    |
| 44      | Mark Porter        | 26, 12  |       |     | 76  |     |     |     |     |     | 150 | NW  |     |     |     |     | 0    | 226          |
| 45      | David Besnard      | 8       |       |     |     |     |     |     |     |     | 220 | 190 |     |     |     |     | 0    | 220 (410)    |
| 46      | Richard Lyons      | 88      |       |     |     |     |     |     |     |     | 160 | 210 |     |     |     |     | 0    | 210 (370)    |
| 46      | Allan Simonsen     | 88      |       |     |     |     |     |     |     |     | 160 | 210 |     |     |     |     | 0    | 210 (370)    |
| 48      | Cameron McLean     | 5, 33   |       |     |     |     |     |     |     |     | 180 | 200 |     |     |     |     | 0    | 200 (380)    |
| 49      | Greg Ritter        | 33      |       |     |     |     |     |     |     |     | 130 | 200 |     |     |     |     | 0    | 200 (330)    |
| 50      | Matt Halliday      | 5       |       |     |     |     |     |     |     |     | 180 | NU  |     |     |     |     | 0    | 180          |
| 50      | Owen Kelly         | 23      |       |     |     |     |     |     |     |     | NU  | 180 |     |     |     |     | 0    | 180          |
| 50      | Mark Noske         | 23      |       |     |     |     |     |     |     |     | NU  | 180 |     |     |     |     | 0    | 180          |
| 53      | Tony D’Alberto     | 16      |       |     |     |     |     |     |     |     | 170 | NU  |     |     |     |     | 0    | 170          |
| 53      | Anthony Tratt      | 16      |       |     |     |     |     |     |     |     | 170 | NU  |     |     |     |     | 0    | 170          |
| 55      | Dale Brede         | 12      |       |     |     |     |     |     |     |     | 150 | NU  |     |     |     |     | 0    | 150          |
| 56      | Kayne Scott        | 39      |       |     |     |     |     |     |     |     | 140 | NU  |     |     |     |     | 0    | 140          |
| 57      | Jack Perkins       | 11, 39  |       |     |     |     |     |     |     |     | 90  | NU  |     |     | 40  |     | 0    | 130          |
| 58      | Ryan Briscoe       | 22      |       |     |     |     |     |     |     |     | 120 | NU  |     |     |     |     | 0    | 120          |
| 58      | Jim Richards       | 22      |       |     |     |     |     |     |     |     | 120 | NU  |     |     |     |     | 0    | 120          |
| 60      | Adam Macrow        | 25      |       |     |     |     |     |     |     |     | 100 | NU  |     |     |     |     | 0    | 100          |
| 61      | Chris Pither       | 021     |       |     |     |     |     |     |     |     |     |     |     |     | 97  |     | 0    | 97           |
| 62      | Jonathon Webb      | 20      |       |     |     |     |     |     |     |     | 80  | NU  |     |     |     |     | 0    | 80           |
| 63      | Tony Evangelou     | 021     |       |     |     |     |     |     |     |     |     |     |     |     |     | 44  | 0    | 44           |
|         | Phillip Scifleet   | 33      |       |     |     |     |     |     |     |     | 130 |     |     |     |     |     | 0    | 0 (130)      |
|         | Michael Caruso     | 12      |       |     |     |     |     |     |     |     |     | NU  |     |     |     |     | 0    | 0            |
|         | David Brabham      | 5       |       |     |     |     |     |     |     |     |     | NU  |     |     |     |     | 0    | 0            |
| Miejsce | Kierowca           | Nr      | Marka | ADE | PUK | BAR | WIN | HID | QLD | ORA | SAN | BAT | SUR | SYM | BAH | PHI | Kary | Suma punktów |

| Klucz punktacji      | Klucz punktacji | Klucz punktacji | Klucz punktacji | Klucz punktacji | Klucz punktacji | Klucz punktacji | Klucz punktacji | Klucz punktacji | Klucz punktacji | Klucz punktacji | Klucz punktacji | Klucz punktacji | Klucz punktacji | Klucz punktacji | Klucz punktacji | Klucz punktacji | Klucz punktacji | Klucz punktacji | Klucz punktacji | Klucz punktacji | Klucz punktacji | Klucz punktacji | Klucz punktacji | Klucz punktacji | Klucz punktacji | Klucz punktacji | Klucz punktacji | Klucz punktacji | Klucz punktacji | Klucz punktacji | Klucz punktacji | Klucz punktacji |
| Miejsce              | 1               | 2               | 3               | 4               | 5               | 6               | 7               | 8               | 9               | 10              | 11              | 12              | 13              | 14              | 15              | 16              | 17              | 18              | 19              | 20              | 21              | 22              | 23              | 24              | 25              | 26              | 27              | 28              | 29              | 30              | 31              |                 |
| -------------------- | --------------- | --------------- | --------------- | --------------- | --------------- | --------------- | --------------- | --------------- | --------------- | --------------- | --------------- | --------------- | --------------- | --------------- | --------------- | --------------- | --------------- | --------------- | --------------- | --------------- | --------------- | --------------- | --------------- | --------------- | --------------- | --------------- | --------------- | --------------- | --------------- | --------------- | --------------- | --------------- |
| Clipsal 500          | 160             | 155             | 150             | 145             | 140             | 135             | 130             | 125             | 120             | 115             | 110             | 105             | 100             | 95              | 90              | 85              | 80              | 75              | 70              | 65              | 60              | 55              | 50              | 45              | 40              | 35              | 30              | 25              | 20              | 15              | 10              |                 |
| 3 wyścigi (r. 2-7)   | 128             | 124             | 120             | 116             | 112             | 108             | 104             | 100             | 96              | 92              | 88              | 84              | 80              | 76              | 72              | 68              | 64              | 60              | 56              | 52              | 48              | 44              | 40              | 36              | 32              | 28              | 24              | 20              | 16              | 12              | 8               |                 |
| 3 wyścigi (r. 10-13) | 107             | 103             | 100             | 97              | 93              | 90              | 87              | 83              | 80              | 77              | 73              | 70              | 67              | 63              | 60              | 57              | 53              | 50              | 47              | 43              | 40              | 37              | 33              | 30              | 27              | 23              | 20              | 17              | 13              | 10              | 7               |                 |
| długodystansowy      | 320             | 310             | 300             | 290             | 280             | 270             | 260             | 250             | 240             | 230             | 220             | 210             | 200             | 190             | 180             | 170             | 160             | 150             | 140             | 130             | 120             | 110             | 100             | 90              | 80              | 70              | 60              | 50              | 40              | 30              | 20              |                 |

Każda z rund składała się z dwóch lub trzech wyścigów. Dwie rundy składały się z pojedynczych wyścigów długodystansowych. W każdym z nich dwóch kierowców zmieniało się w jednym samochodzie podczas wyścigu na dystansie 500 lub 1000 km i otrzymywali taką samą liczbę punktów za zajęte miejsce. Po dziewięciu pierwszych rundach, każdemu z kierowców odejmowano punkty z najsłabszej rundy.
- Runda 1 – 2 wyścigi
- Rundy 2, 3, 4, 5, 6, 7 – po 3 wyścigi, w drugim wyścigu start według odwróconej kolejności na mecie pierwszego wyścigu i przyznawana połowa punktów
- Rundy 10, 11, 12, 13 – po 3 wyścigi (punktowane po równo)
- Rundy 8, 9 – 1 wyścig długodystansowy